# Ectopleura exxorna
Ectopleura exxorna är en nässeldjursart som först beskrevs av Watson 1978.  Ectopleura exxorna ingår i släktet Ectopleura och familjen Tubulariidae. Inga underarter finns listade i Catalogue of Life.